# Famille Greenhalgh
La famille Greenhalgh s'est fait connaître par trois de ses membres, Shaun Greenhalgh et ses parents, George Greenhalgh et Olive Greenhalgh née Roscoe. Cette famille vivant dans la banlieue de Manchester à Bolton a exercé une activité de faussaire en art de la fin du XXe siècle et au début du XXIe siècle.

## Œuvres

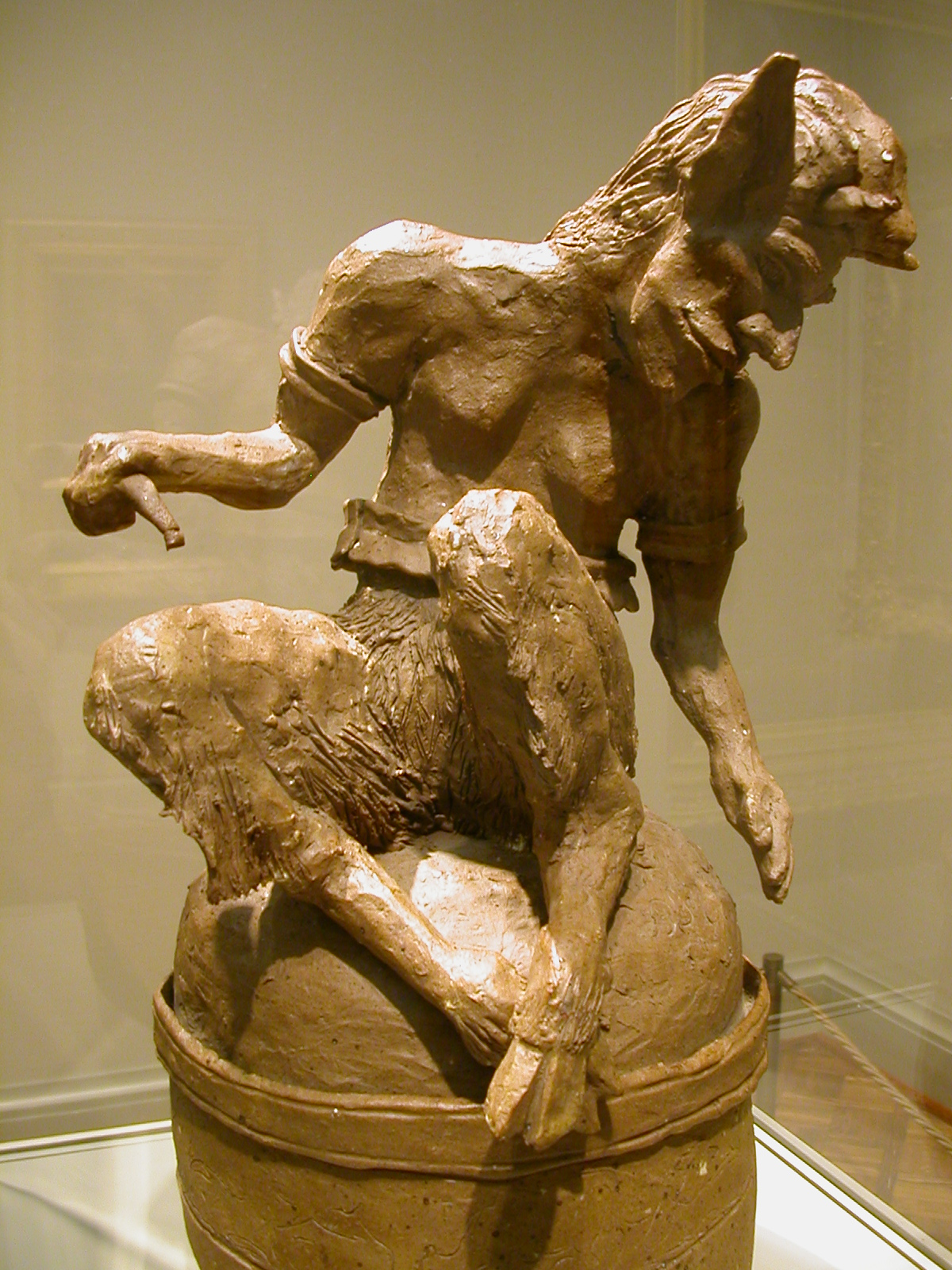
Le Faune

- Le Faune, cette sculpture portant une fausse signature Gauguin est particulièrement bien documentée. Shaun Greenhalgh a fabriqué une céramique disparue de Gauguin, connue par un dessin de l'artiste. Elle avait été exposée en 1917 à Paris, galeries Nunès et Fiquet. Elle fut confiée à la vente chez Sotheby's par Olive Greenhalgh, agissant sous son nom de jeune fille (Roscoe), qui disait la tenir du peintre irlandais Roderic O'Conor, ami de Gauguin[1]. Estimée 20 000 / 30 000 livres, elle fut adjugée le 30 novembre 1994 à deux marchands londoniens qui la revendirent à l'Art Institute de Chicago. Ce faune, malgré son nom, était pourvu d'un système reproducteur assez petit ; les historiens d'art évoquèrent pour justifier ce fait les mésententes conjugales de Gauguin ou une allusion au beau-frère de l'artiste que celui-ci n'appréciait guère.
- La Princesse d'Amarna, sculpture égyptienne dans le style de l'art amarnien ; estimée un million de livres, elle fut achetée pour le musée local pour 439 767 livres par le Bolton Council. La reine Élisabeth II est venue la contempler.
- Reliquaire du roi Edred, collection privée.

## Sources
- Harry Bellet, «Shaun Greenhalgh Maître faussaire», Le Monde, du 2 février 2008, p. 20 (toute la page pour cet article)[2].
- Tom Hardwick, « 'The sophisticated answer': a recent display of forgeries held at the Victoria and Albert Museum », The Burlington magazine, june 2010, pp. 406-408.